# OBD
OBD (англ. On-Board Diagnostics) це загальна назва вмонтованих (передбачених виробником) систем діагностування транспортних засобів, які забезпечують можливість:
- самодіагностування систем, вузлів і агрегатів транспортного засобу шляхом постійного контролювання значень діагностичних і «аварійних» параметрів та реєстрації і індикації відхилень чи появ несправностей, а також, виконання інших передбачених виробником функцій самодіагностування;
- зчитування ідентифікаційної і діагностичної інформації засобами зовнішніх систем діагностування (зчитування та аналізування зареєстрованих у запам'ятовуючих пристроях ідентифікаційних даних автомобіля, його агрегатів, систем, програмного забезпечення та зареєстрованих кодів несправностей і їх витирання після усунення несправностей);
- виконання діагностичних робіт (керований пошук несправностей, контролювання та аналізування характеристик і сигналів конкретних датчиків в режимі реального часу тощо).

Можливості та обсяги доступних інформації і функцій можуть суттєво відрізнятися в залежності від виробника та від року виробництва. Ранні версії OBD у разі виникнення несправності, що спричинила відхилення принаймні одного контрольованого діагностичного параметра, запалювали лампу індикації несправності «MIL» (англ. Malfunction Indicator Lamp) на панелі приладів автомобіля, але ніякої інформації про суть несправності не надавали. Сучасні реалізації OBD передбачають можливість підключення до стандартного діагностичного роз'єму зовнішніх засобів діагностування (спеціалізованих чи універсальних), за допомогою яких можна отримувати дані від датчиків автомобіля в реальному часі, у тому числі, зчитати стандартизовані коди несправностей «DTC» (англ. Diagnostic Trouble Codes), що дозволяє ідентифікувати несправність (за комбінацією кодів, чи виконати операції пошуку та/або розпізнавання несправностей, виконуючи підказки програм «керованого пошуку» та/або, аналізуючи сигнали і характеристики діагностичних датчиків тощо).

## Історія
Історія виникнення стандарту OBD II починається в 50-х рр. минулого століття, коли уряд США раптом виявив, що підтримуване їм автомобілебудування в кінцевому рахунку погіршує екологію. Спочатку вони не знали, що з цим робити, а потім стали створювати різні комітети для оцінки ситуації, роки роботи яких і численні оцінки призвели до появи законодавчих актів. Виробники робили вигляд, що підпорядковуються цим актам, насправді не виконували їх, нехтуючи необхідними тестовими процедурами та стандартами. На початку 70-х законодавці зробили новий наступ, і знову їх зусилля були проігноровані. І тільки в 1977 р. ситуація почала змінюватися. Настала енергетична криза і спад виробництва, і це зажадало від виробників рішучих дій з порятунку самих себе. Довелося сприймати всерйоз і департамент з контролю за повітряним середовищем (Air Resources Board, ARB), і Агентство з захисту навколишнього середовища (Environment Protection Agency, EPA).
На цьому фоні і розвивалася концепція стандарту OBD II. У минулому кожен виробник використовував власні системи і способи контролю викидів. Щоб змінити такий стан, Асоціація автомобільних інженерів (Society of Automotive Engineers, SAE), запропонувала кілька стандартів. Можна вважати, що народження OBD сталося в той момент, коли ARB зробило обов'язковими багато стандартів SAE в Каліфорнії для автомобілів починаючи з 1988 р. випуску. Спочатку система діагностування OBD II була зовсім не складною. Вона відносилася до датчика кисню, системи рециркуляції вихлопних газів (EGR), системи подачі палива і блоку управління двигуном (ECM) в тій частині, яка стосується перевищення норм для вихлопних газів. Система не вимагала одноманітності від виробників. Кожен з них реалізовував власну процедуру контролю вихлопів і діагностування. Системи моніторингу викидів не були ефективними, оскільки їх створили як доповнення до автомобілів, що вже знаходяться у виробництві. Автомобілі, вихідна конструкція яких не передбачала моніторингу вихлопних газів, часто не задовольняли прийнятим нормативам. Виробники таких автомобілів робили те, що вимагали ARB і EPA, але не більше. Поставимо себе на місце незалежного автосервісу. Тоді нам довелося б мати унікальний діагностичний прилад, описи кодів і інструкції з ремонту для автомобілів кожного виробника. У такому випадку автомобіль неможливо було б добре відремонтувати, якщо взагалі вдалося б впоратися з ремонтом.
Уряд США виявився в облозі з усіх боків, починаючи з автосервісів і закінчуючи захисниками чистого повітря. Всі вимагали втручання EPA. В результаті для створення широкого переліку процедур і стандартів використовувалися ідеї ARB і стандарти SAE. ДО 1996 р. всі виробники, які продають автомобілі в США, повинні були виконувати ці вимоги. Так з'явилося друге покоління системи бортового діагностування: On-Board Diagnostics II, або OBD II.
Як бачимо, концепція OBD II НЕ була розроблена водночас — вона розвивалася протягом багатьох років. Підкреслимо, що стандарт OBD II — це не система управління двигуном, а набір правил і вимог, які повинен дотримуватися кожен виробник для того, щоб система управління двигуном задовольняла федеральним нормам по складу вихлопних газів. OBD II визначає тип діагностичного роз'єму і його терморегулятори, електричні протоколи зв'язку і формат повідомлення.
Євросоюз прийняв EOBD варіант автодіагностування заснований на OBD-II, який обов'язковий для всіх автомобілів з січня 2001 року. Існує також японський стандарт — JOBD. До OBD-II існувала версія OBD-I, яка відноситься до 1989 року і не мала широкого розповсюдження. Нова версія автодіагностування OBD-III знаходиться в стані доопрацювання.

## Основні функції самодіагностування
Самодіагностування є стандартною функцією для всіх мікропроцесорних систем керування роботою двигуна, трансмісії та інших систем і пристроїв автомобіля.
У процесі роботи автомобіля функції самодіагностування виконуються паралельно до інших функцій, які виконує ECU. Паралельно і одночасно з керуванням впорскуванням палива, контролем за якістю утворюваної суміші, запалюванням робочої суміші проходить самодіагностування. У процесі самодіагностування, в залежності від конструкції автомобіля та його ECU, можуть виконуватися наступні основні функції:

### Постійний контроль за роботою складних систем, агрегатів та вузлів автомобіля
Забезпечує виявлення та накопичення інформації про несправності, які виникли у процесі експлуатації. Зберігає цю інформацію до чергового обслуговування чи діагностування та усунення несправностей і до видалення інформації про них із запам'ятовуючого пристрою.
Мета функції — інтегрування вмонтованих засобів діагностування у загальну систему діагностування на СТО чи АТП та зменшення трудомісткості контрольно-діагностичних робіт ТО та ПР.

### Захист вузлів та деталей автомобіля, які можуть піддаватися значному ризику виходу з ладу через появу несправностей
Наприклад, у разі появи пропусків запалювання робочої суміші виникає ризик перегрівання та виходу з ладу каталітичного нейтралізатора відпрацьованих газів. У цьому випадку система самодіагностування реагує на частоту появи пропусків запалювання і відключає подачу палива у той циліндр, в якому мають місце пропуски запалювання.
Мета функції — забезпечення можливості продовження роботи автомобіля за наявності несправностей та захисту тих вузлів і деталей, які, в свою чергу, можуть вийти з ладу через цю несправність.

### Забезпечення роботи автомобіля і його систем в аварійних ситуаціях у відповідності до значень встановлених параметрів і характеристик
Наприклад, у разі виходу з ладу датчика навантаження, який визначає навантаження на двигун через масову витрату повітря, система імітує сигнал несправного датчика, виходячи із зарання встановлених для цієї моделі автомобіля характеристик. Для імітації сигналу використовуються сигнали датчиків кількості обертів колінчастого вала і положення дросельної заслінки та записані у запам'ятовуючому пристрої характеристики навантаження в залежності від поточних значень цих параметрів. На практиці таку функцію називають «шкандибай до дому» — система самодіагностування «працює» за ті датчики чи блоки, які вийшли з ладу (уже не так ефективно), для забезпечення можливості дістатися своїм ходом до СТО чи АТП, одночасно попереджаючи водія про наявність несправності.
Мета функції — забезпечення можливості тимчасового продовження роботи автомобіля за наявності несправностей, тобто — підвищення його надійності в експлуатації.

### Інформування водія про виникнення та/чи наявність несправностей як автомобіля, так і вмонтованої системи діагностування
Системи та засоби інформування можуть бути різноманітними і охоплювати той чи інший перелік несправностей, про які інформується водій. У Сполучених Штатах Америки введені стандарти на системи інформування водіїв, зокрема — до інформування водія про несправності чи порушення у роботі пристроїв, які забезпечують зниження рівня токсичності відпрацьованих газів. У країнах Європейської Спільноти (ЄС) такі норми розробляються і незабаром будуть введені в дію. Інформування водія може здійснюватися за допомогою індикаторних ламп, цифрових чи стрілочних покажчиків, звукових чи голосових повідомлень, видачі попереджень на дисплеї тощо.
Мета функції — підвищення ефективності захисту довкілля від забруднень.

### Зберігання точної інформації про несправності та про умови їх виникнення
Система може накопичувати та зберігати в запам'ятовуючому пристрої як попереджувальну інформацію, так і дані про окремі несправності, які виникли у процесі експлуатації, навіть тоді, коли ці несправності носили спорадичний характер. Крім цього, у запам'ятовуючому пристрої можуть зберігатися дані про умови роботи автомобіля на момент виникнення кожної конкретної несправності чи на момент відхилення (хоча б і короткочасного) від норми того чи іншого контрольованого параметра.
Мета функції — інтегрування вмонтованих засобів діагностування у загальну систему діагностування на СТО чи АТП та підвищення ступеню її уніфікації і ефективності.

### Уніфікований доступ до накопиченої інформації про наявні несправності, помилки, відхилення та про умови їх виникнення
Дані, які зберігаються в запам'ятовуючому пристрої системи самодіагностування, можуть бути передані на діагностичний стенд (сканер) з дисплеєм через послідовно підімкнений багатоканальний вхід (порт). Необхідні для цього протоколи передачі даних стандартизовані в міжнародних стандартах ISO 9141, ISO 14230.
Існують і інші методи і засоби доступу до цієї інформації — починаючи від найпростіших мультиметрів, індикаторів, до найбільш складних — через мережі стільникового чи супутникового зв'язку.
Прикладом найпростіших є вмонтована сигнальна лампа на панелі приладів автомобіля, або спеціальні «коде-рідери» розміром з авторучку, які після запуску процесу видачі інформації системи самодіагностування передають дані про несправності у формі мигаючого коду, який сприймається візуально та розшифровується у відповідності до інструкції до коде-рідера, у якій записано перелік несправностей та відповідні їм коди чи їх комбінації для конкретних моделей автомобілів.
У інших системах діагностична інформація може записуватися на зовнішній запам'ятовуючий пристрій мініатюрного розміру і може бути передана шляхом передачі на СТО цього пристрою для зчитування інформації з нього. Наприклад, у ключі запалювання сучасних моделей автомобілів BMW міститься мікросхема зовнішнього запам'ятовуючого пристрою, куди постійно записується уся діагностична інформація, яка потім може бути зчитана в СТО безпосередньо з ключа запалювання навіть і за відсутності автомобіля.
Голосові повідомлення та діагностична інформація з автомобілів Cadillac можуть передаватись на СТО за допомогою стільникового зв'язку після натиснення на кнопку аварійної ситуації для виклику технічної допомоги. Виходячи з цієї інформації, служба сервісу приймає рішення про методи та засоби усунення несправностей та про доцільність надання порад, приїзду фахівця до місця пригоди чи транспортування автомобіля на СТО. У транспортній інформаційній системі Dynafleet, запровадженій Volvo Trucks, і серійно встановлюваній на вантажних автомобілях, окрім обміну інформацією диспетчера із водієм, на сервер передаються також сигнали окремих датчиків, у тому числі, і датчиків системи OBD.
Мета функції — інтегрування вмонтованих засобів діагностування у загальну систему діагностування на СТО чи АТП та підвищення ступеню її уніфікації і ефективності.

### Застосування інформації про несправності та умови роботи автомобіля у процесі експлуатації для коригування періодичності виконання робіт з ТО та контролю за дотриманням періодичності їх виконання
Дані, які зберігаються у внутрішньому чи зовнішньому запам'ятовуючому пристрої системи самодіагностування, можуть бути застосовані для автоматичного коригування періодичності проведення регламентних робіт з ТО. Нормативи періодичності при цьому коригуються в залежності від конкретних умов експлуатації, які визначаються системою самодіагностування за сигналами відповідних датчиків.
Наприклад, на автомобілях BMW після увімкнення запалювання на дисплеї на декілька секунд автоматично з'являється повідомлення водієві про наявність несправностей, які спричиняють забруднення довкілля, скоригований пробіг, який залишився до чергового технічного обслуговування чи попередження про перепробіг, а також — дату законодавчо встановленого чергового контролю токсичних і шкідливих викидів із відпрацьованими газами.
Мета функції — підвищення ефективності системи технічного обслуговування, довговічності автомобіля, надійності його в експлуатації та підвищення ефективності захисту довкілля від забруднень.

### Внесення коригувальних дій в роботу блоків ECU у відповідності з процесами зношування деталей автомобіля та старіння
В залежності від фактичного технічного стану автомобіля і його систем вносяться корективи в роботу блоків ECU, адаптуючи їх роботу до фактичного технічного стану автомобіля, забезпечуючи найбільш ефективну роботу та оптимальні показники безпеки і екологічності автомобіля.
Мета функції —підвищення ефективності роботи автомобіля в процесі його експлуатації у поєднанні з оптимальним та прийнятним рівнем захисту довкілля від забруднень.

## Підтримувані діагностичні протоколи OBD-2
- SAE J1850 PWM (Pulse Width Modulation — модуляція ширини імпульсу) Високошвидкісний протокол, забезпечує продуктивність в 41,6 Кбайт/с. Він використовується в марках Ford, Jaguar і Mazda. Відповідно до протоколу PWM сигнали передаються по двох проводах, приєднаним до контактів 2 і 10 діагностичного роз'єму.
- SAE J1850 VPW (Variable Pulse Width — змінна ширина імпульсу). Протокол VPW підтримує передачу даних зі швидкістю 10,4 Кбайт/с і застосовується в автомобілях марок General Motors (GM) і Chrysler. Протокол VPW передбачає передачу даних по одному дроту, приєднаному до контакту 2 діагностичного роз'єму.
- ISO 9141-2 розроблений ISO і застосовується в більшості європейських і азійських автомобілів, а також в деяких автомобілях Chrysler. Використовує контакт 7 (К-Line) і опціонально контакт 15 (L-Line).
- ISO 14230 KWP2000 (Keyword Protocol 2000) на фізичному рівні ідентичний ISO 9141. Також використовує контакт 7 (К-Line) і опціонально 15 (L-Line).
- ISO 15765 CAN. У рамках OBDII використовує 2 контакти: 6 і 14. Є найбільш швидкісним і сучасним.